# Лаздиньш, Эрик Аугустович
Эрик Аугустович Лаздиньш (7 июня 1914, Рига — 20 января 1997, Рига) — латвийский и советский шахматный композитор; мастер спорта СССР по шахматной композиции (1961). Художник.
Участник довоенных чемпионатов Латвии по стандартным шахматам (1937, 1938, 1940), высоких мест не занимал.
С 1931 опубликовал около 150 композиций (преимущественно двухходовки), 60 из них отмечены отличиями, в том числе 10 — первыми призами. Лучшие результаты: 2-й призёр 4-го чемпионата СССР по разделу двухходовок (1955) и первенств Латвийской ССР (1955 и 1959).